# Canciones & negocios de otra índole
`Canciones & negocios de otra índole es el cuarto álbum del músico y escritor uruguayo Leo Maslíah. Fue editado originalmente por la discográfica La Batuta en 1984.

## Historia
El disco significó un cambio en la obra de Leo Maslíah, con canciones que se asimilan al formato canción y otras que transitan caminos más inusuales. "Biromes y servilletas", homenaje a los anónimos poetas montevideanos, se convirtió en un clásico de la música uruguaya y ha sido versionada por varios artistas, como Jaime Roos, Milton Nascimiento, Andrés Calamaro y Mariana Ingold. Entre las canciones más alejadas del formato canción se destaca "Los caballos perdidos", musicalización de un poema de Atilio Pérez Da Cunha donde combina la repetición de frases con la superposición de coros, el silencio y los cortes abruptos.
Mario Levrero escribió la letra de "Principio de incertidumbre" y un texto que figura en el interior de la portada desplegable, titulado "Aproximación (optativa) al mundo de Leo Maslíah". En "Feria de pueblo" Maslíah adapta un cuento de Levrero. En el interior de la portada también aparece una tira de Santo varón, cómic que realizaban el dibujante Lizán y Levrero.
El grupo base que acompañó a Maslíah estuvo integrado por Carlos Morales en guitarra, Marcos Gabay en contrabajo y Gualberto Trelles en batería.
En febrero de 1984 el sello La Batuta editó el álbum en vinilo y en casete.  En 1987 el sello Ayuí lo reeditó en casete, y en 2007 en formato CD junto con Extraños en tu casa.

## Lista de canciones
| Lado A |                         |                                     |          |  |
| N.º    | Título                  | Escritor(es)                        | Duración |  |
| 1.     | «Biromes y servilletas» | Leo Maslíah                         |          |  |
| 2.     | «Apariencias»           | Leo Maslíah                         |          |  |
| 3.     | «Los caballos perdidos» | Atilio Pérez Da Cunha - Leo Maslíah |          |  |
| 4.     | «A usté lo conozco»     | Leo Maslíah                         |          |  |
| 5.     | «Feria de pueblo»       | Mario Levrero - Leo Maslíah         |          |  |

| Lado B |                              |                              |          |  |
| N.º    | Título                       | Escritor(es)                 | Duración |  |
| 1.     | «Lo que sirve»               | Leo Maslíah                  |          |  |
| 2.     | «Principio de incertidumbre» | Jorge Varlotta - Leo Maslíah |          |  |
| 3.     | «Supermercado»               | Leo Maslíah                  |          |  |
| 4.     | «Santo varón»                | Leo Maslíah                  |          |  |

## Ficha técnica
- Leo Maslíah: Voz, guitarra, charango, sintetizadores, piano, órgano eléctrico, supuesto string performer
- Carlos Morales: Guitarra, voz en A4
- Gualberto Trelles: Batería
- Marcos Gabay: Contrabajo
- Beatriz Zóppolo: Flauta en A4
- Gustavo Martínez: Voz en A3, A4, B3 y B4, guitarra en A4
- Mariana Ingold: Voz en A3, B2 y B3, voces en B4
- Estela Magnone: Voz en A3 y B3
- Eduardo Lockhart: Voces en A4
- Fernando Condon: Clarinete en B2
- Daniel Montero: Vozarrón en B3
- Roberto Zóppolo: Voz en B3
- Omar Núñez: Voz en B3
- Carlos da Silveira: Voz en B3
- Graciela Olivera: Voz y risa en B3
- Coriún Aharonián: Montaje en B3
- Francisco Grillo: "Efectos" de sonido en A3 y B3, montaje y locuciones en B3
- Grabado en el estudio de audio La Batuta en enero de 1984.
- Técnico de sonido: Francisco Grillo
- Mezcla: Francisco Grillo y Leo Maslíah
- Diseño gráfico y arte final: Rodolfo Fuentes
- Fotografía de tapa: Mario Marotta
- Fotografías interiores: Guillermo del Castillo y Renzo Guridi
- Productor fonográfico: La Batuta S.R.L. Plaza Independencia 846, Entrepiso, Montevideo, Uruguay